# Kiloblaster
 (août 2021).
Si vous disposez d'ouvrages ou d'articles de référence ou si vous connaissez des sites web de qualité traitant du thème abordé ici, merci de compléter l'article en donnant les références utiles à sa vérifiabilité et en les liant à la section « Notes et références ».
Kiloblaster est une trilogie de jeux vidéo de tir fixe écrite par Allen Pilgrim et publiée par Epic MegaGames en 1992 pour les compatibles IBM PC. Basé sur le Galaxian de Namco de 1979, il présente quelques différences telles que la possibilité d'un plus grand mouvement du joueur (horizontalement et verticalement), un mouvement beaucoup plus rapide des ennemis, des power-ups, des ennemis qui prennent plus d'un coup et des alliés pour aider au combat.
Allen Pilgrim a déclaré la version enregistrée freeware et a également publié le code source le 4 août 2008. Par la suite, des ports avec SDL vers de nouvelles plateformes et des appareils mobiles comme le Pandora ont été créés. 

## Intrigue
Dans le premier épisode « Death of a Starship », le vaisseau Kiloprise a été attaqué par des extraterrestres et envoyé dans les régions lointaines de l'espace. Le capitaine du vaisseau prend un puissant chasseur à réaction pour transporter l'équipage restant et se frayer un chemin à travers la galaxie pour prévenir la Terre de l'invasion rebelle à venir.
Dans le deuxième épisode « No Way Out », le Kiloblaster est encerclé par les forces extraterrestres mais après avoir trouvé leur point faible, il repart pour une autre bataille.
Dans le dernier épisode « The Final Battle », les forces extraterrestres sont paralysées et lancent une contre-attaque contre la Terre. Le capitaine fait tout son possible pour se battre sur le chemin de la bataille finale et alerter la Terre. À la fin, tout ce que le capitaine obtient comme récompense est un séjour de deux semaines en Jamaïque. 

## Gameplay
Chaque épisode est composé de 30 niveaux. Presque tous les 3 niveaux ont leur fond et leur piste musicale. Le joueur doit utiliser le vaisseau Kiloblaster pour éliminer tous les vaisseaux rebelles dans les niveaux, sinon il doit survivre aux multiples vagues de vaisseaux d'attaque. La plupart des ennemis sont détruits en un seul tir, mais certains nécessitent plusieurs tirs pour être détruits. Les balles ennemies ou l'emboutissage dans un vaisseau ennemi endommagent le Kiloblaster. Le Kiloblaster est détruit après cinq coups. Quelques ennemis utilisent des tirs laser meurtriers au lieu de balles. Dans certains niveaux, il y a des mines spatiales qui détruisent le Kiloblaster à l'impact.
Le Kiloblaster peut collecter certains objets pour l'aider. Une pomme redonne un point de vie, sinon elle augmente le score du joueur si les points de vie sont au maximum. Une banane augmente le score du joueur. Une fraise invoque temporairement deux ou quatre ailiers, des vaisseaux miniatures qui tirent les mêmes projectiles que le joueur (à l'exception des missiles plus petits) et sont détruits par un seul tir ennemi. Une boîte d'épinards confère au Kiloblaster un bouclier d'invincibilité temporaire. Seule une mine spatiale peut détruire le bouclier. Les anneaux de puissance donnent aléatoirement au Kiloblaster des missiles réguliers ou le missile Panthère rose généralisé. 

## Graphiques
Le jeu comprend des graphiques VGA, mais un mode EGA 16 couleurs peut également être sélectionné. L'exécution en mode 256 couleurs place des arrière-plans évidemment générés par ordinateur derrière les niveaux principaux du jeu. La version enregistrée était également fournie avec son propre éditeur de tableaux pour personnaliser les arrière-plans des niveaux. 